# بریکفیلدز، کوالا لامپور
بریکفیلدز (به لاتین: Brickfields) یک محله (هم چنین یک ناحیه اداری) است که در پهنه غربی مرکزی کوالا لامپور، مالزی واقع شده‌است. این محله هم چنین به خاطر شمار بالای واحداهای تجاری و ساکنان هندی، به هند کوچک کوالا لامپور معروف است. بریکفیلدز در فهرست مقاصد پرمخاطب ایربی‌ان‌بی، در رتبه سوم فرار گرفت.
بریکفیلدز به خاطر قرارگرفتن در کی ال سنترال، قطب حمل و نقل عمومی مرکزی کوالا لامپور، مورد توجه است.